# Baya
La baya (de l'àrab بيعة, bayʿa, literalment ‘estipulació’) és un terme islàmic que designa l'‘acte d'investidura’ o la ‘cerimònia pública d'homenatge (de fidelitat)’ a un cap, i que també designa el ‘document signat pels ulemes que confirma l'autoritat d'un nou sultà’. Es fonamenta en el principi, reconegut per tots els tractadistes islàmics, de l'origen diví de la sobirania, que resideix en la comunitat del poble o de la nació, la qual, al seu torn, la transmet al sobirà o califa directament, bé de manera explícita, bé de manera implícita.

## Característiques i límits
La baya implica certes obligacions del sobirà. En el cas del califa, aquest està obligat a protegir els interessos religiosos de la comunitat islàmica, tot fent respectar la xaria. Així mateix, també ha de tenir cura dels interessos temporals, com ara la defensa dels límits dels seus dominis o de la pau i ordre interiors, així com fent el gihad contra els infidels. Tot i que la baya és personal, és a dir només afecta qui la rep, i vitalícia, s'extingeix amb la mort del sobirà, si el califa o sobirà no compleix amb la seva obligació principal de respectar la xaria, aquells que l'han concedida poden considerar-se, en teoria, deslligats del seu compromís.
En algunes tradicions islàmiques com el sufisme, la baya és la submissió voluntària d'una persona al seu líder espiritual, pir o xaykh, a canvi del coneixement espiritual que aquest li transmet.

## Història
Se sap que la baya fou practicada en temps del profeta Mahoma.
Encara es practica en països islàmics com Aràbia Saudita o Sudan. Al Marroc és un dels fonaments de la monarquia.